# Рибітви (Свентокшиське воєводство)
Рибітви (пол. Rybitwy) — село в Польщі, у гміні Поланець Сташовського повіту Свентокшиського воєводства.
Населення — 342 особи (2011).
У 1975-1998 роках село належало до Тарнобжезького воєводства.

## Демографія
Демографічна структура на день 31 березня 2011 року:
|          | Загалом | Допрацездатний вік | Працездатний вік | Постпрацездатний вік |
| -------- | ------- | ------------------ | ---------------- | -------------------- |
| Чоловіки | 173     | 39                 | 112              | 22                   |
| Жінки    | 169     | 38                 | 97               | 34                   |
| Разом    | 342     | 77                 | 209              | 56                   |